# Thagria argutata
Thagria argutata är en insektsart som beskrevs av Nielson 1977. Thagria argutata ingår i släktet Thagria och familjen dvärgstritar. Inga underarter finns listade i Catalogue of Life.